# دهستان زرینه‌رود (میاندوآب)
دهستان زرینه‌رود (میاندوآب) نام دهستانی در بخش بکتاش شهرستان میاندوآب، استان آذربایجان غربی در ایران است.

## جمعیت
براساس سرشماری مرکز آمار ایران در سال ۱۳۸۵، جمعیت آن ۱۵۰۷۷ نفر (۳۵۷۵ خانوار) بوده‌است.